# Dianthus pavonius
Dianthus pavonius är en nejlikväxtart som beskrevs av Ignaz Friedrich Tausch. Dianthus pavonius ingår i släktet nejlikor, och familjen nejlikväxter. Inga underarter finns listade i Catalogue of Life.

## Bildgalleri

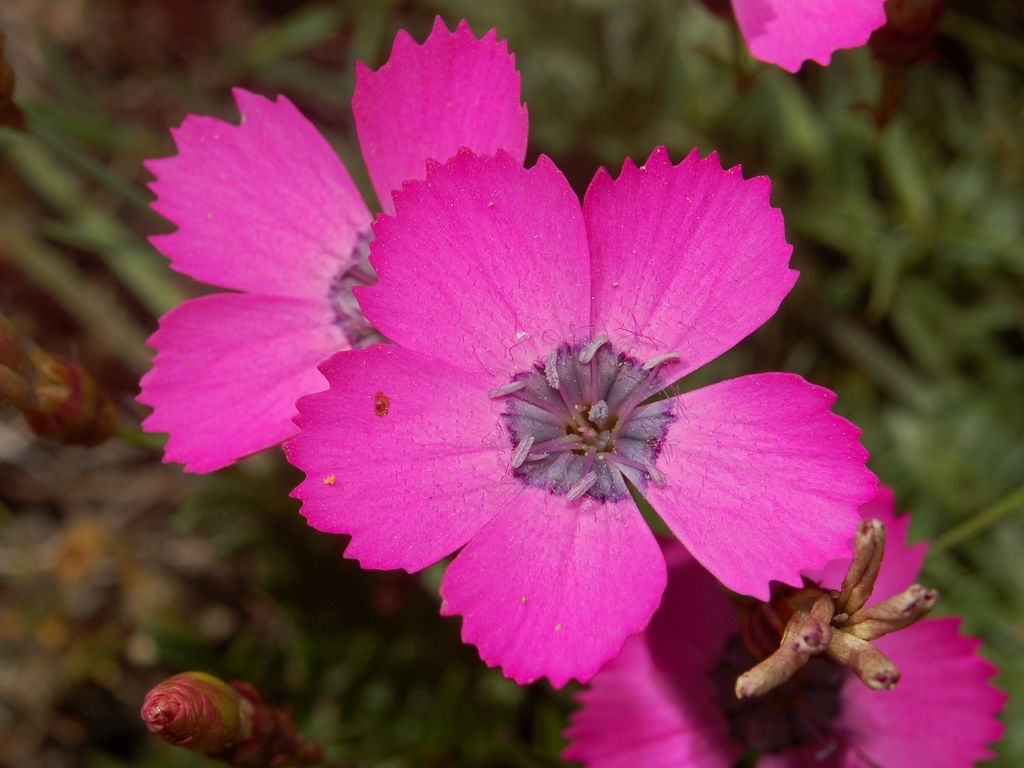
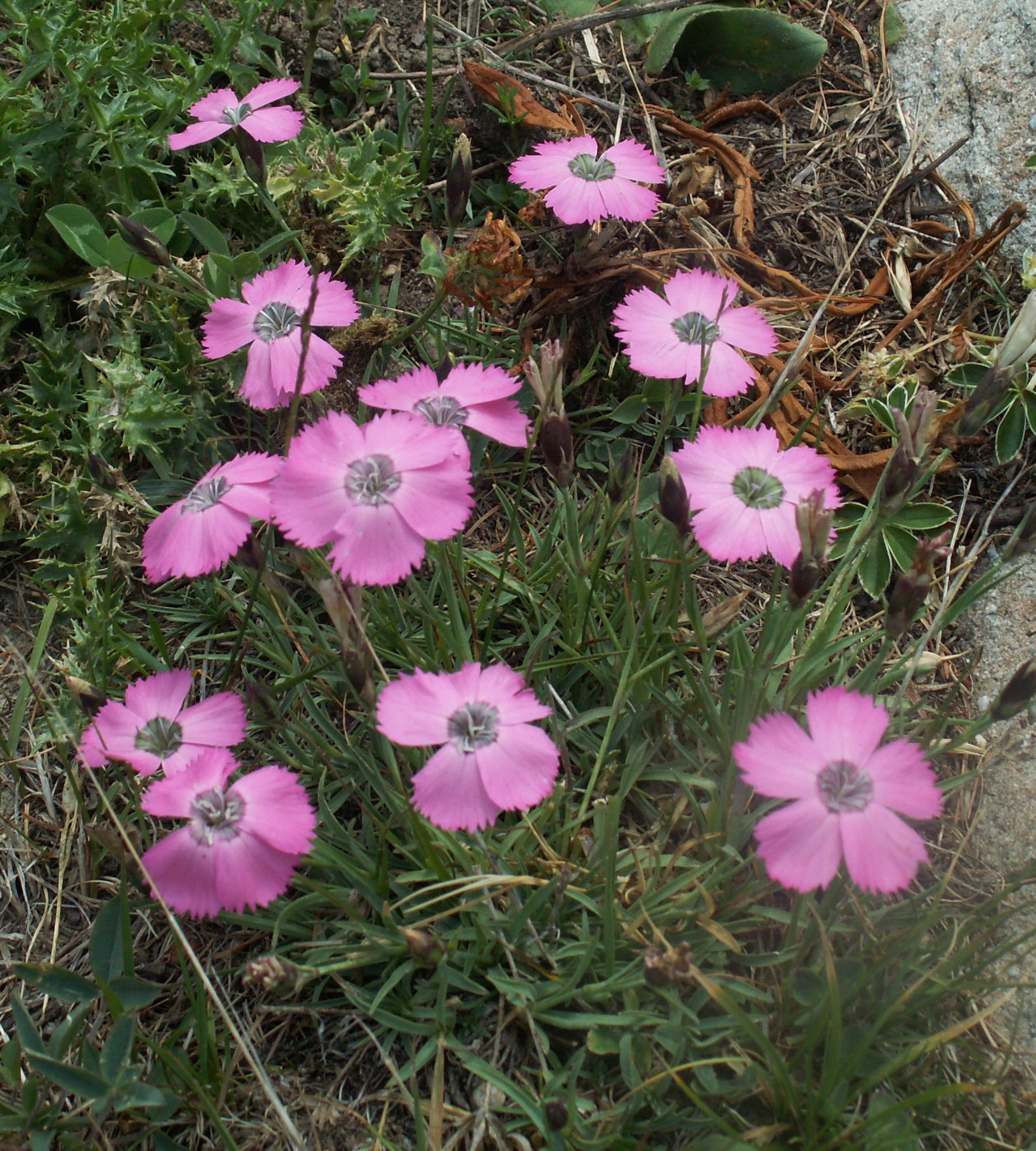
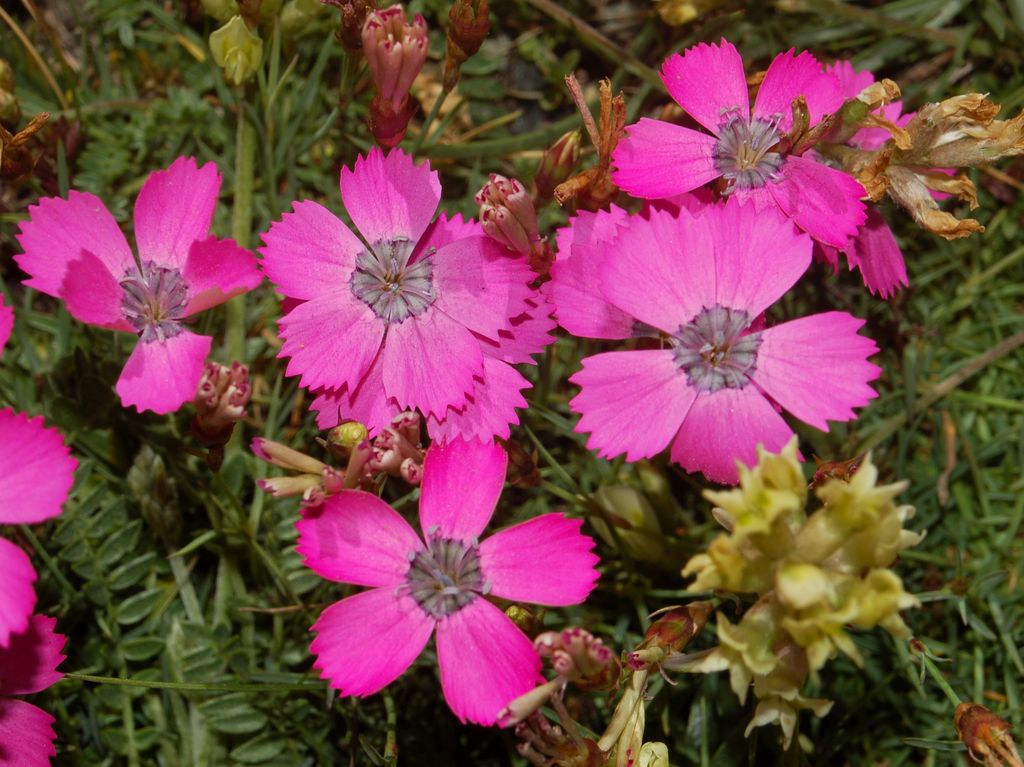
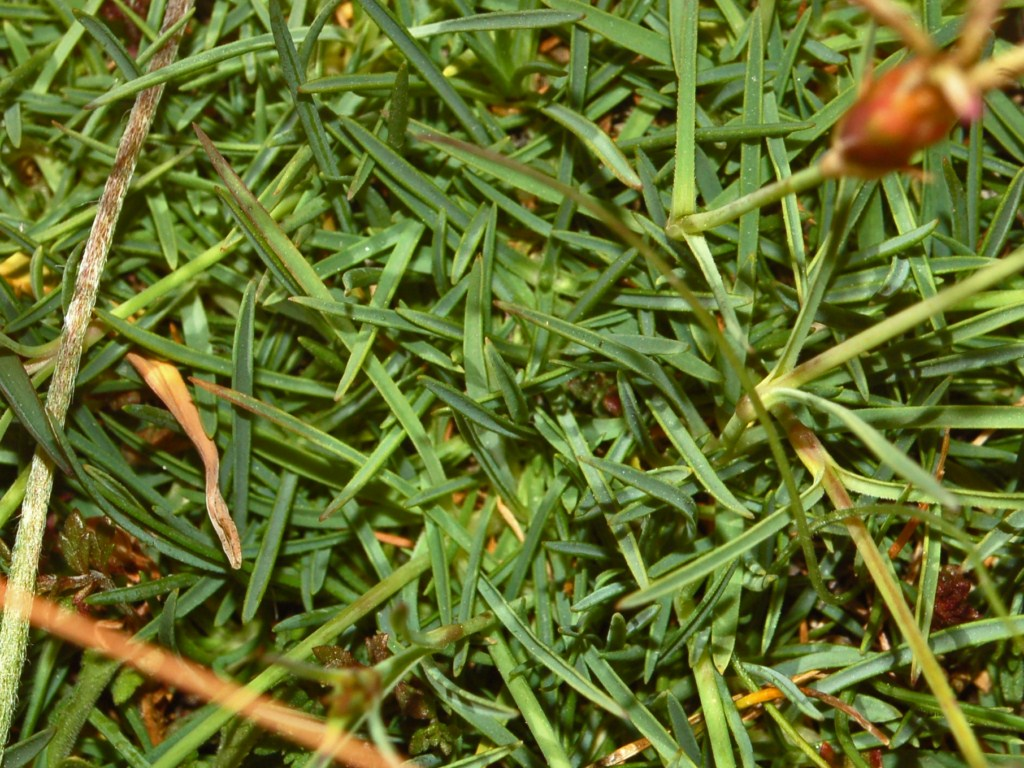
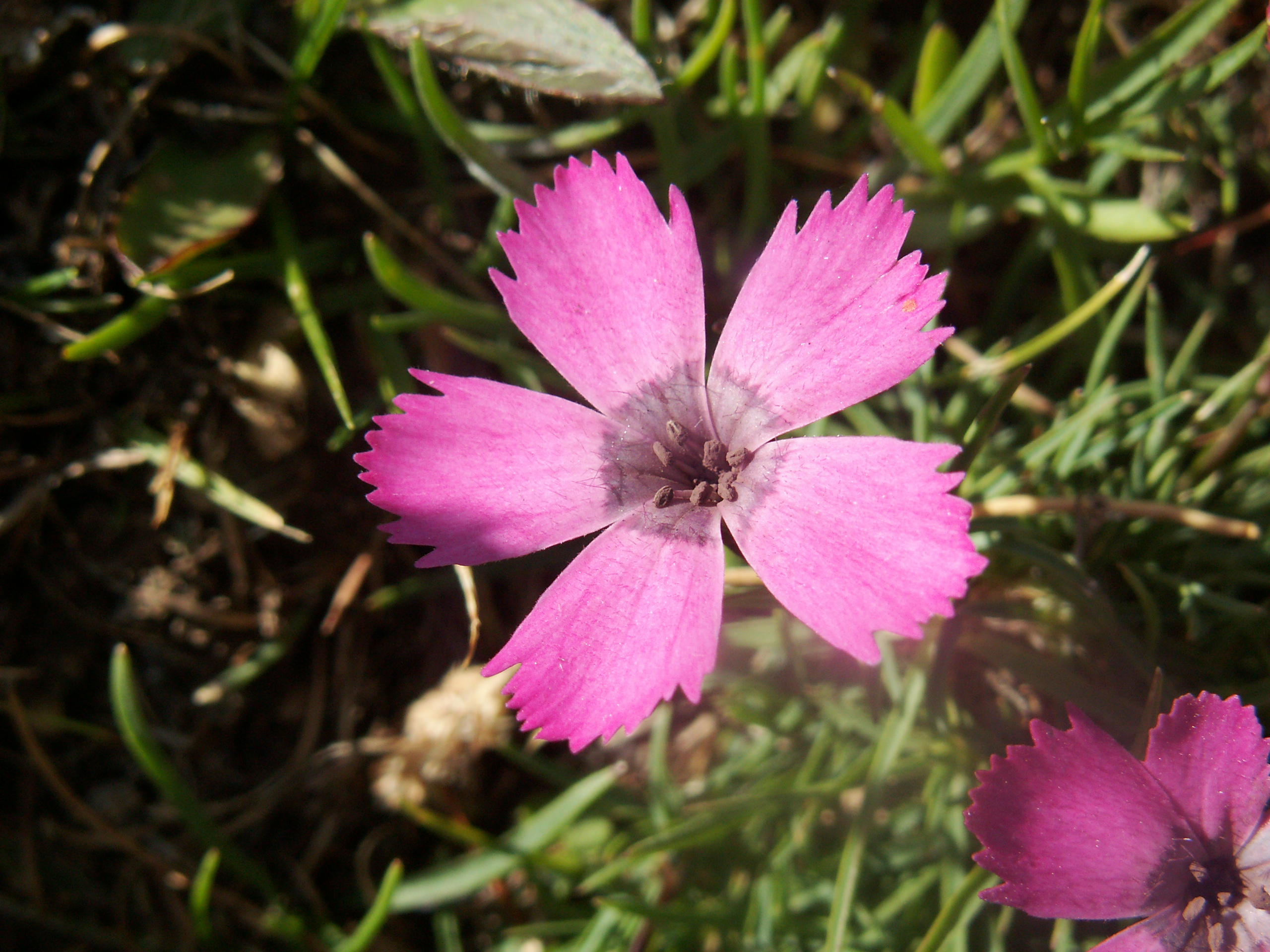
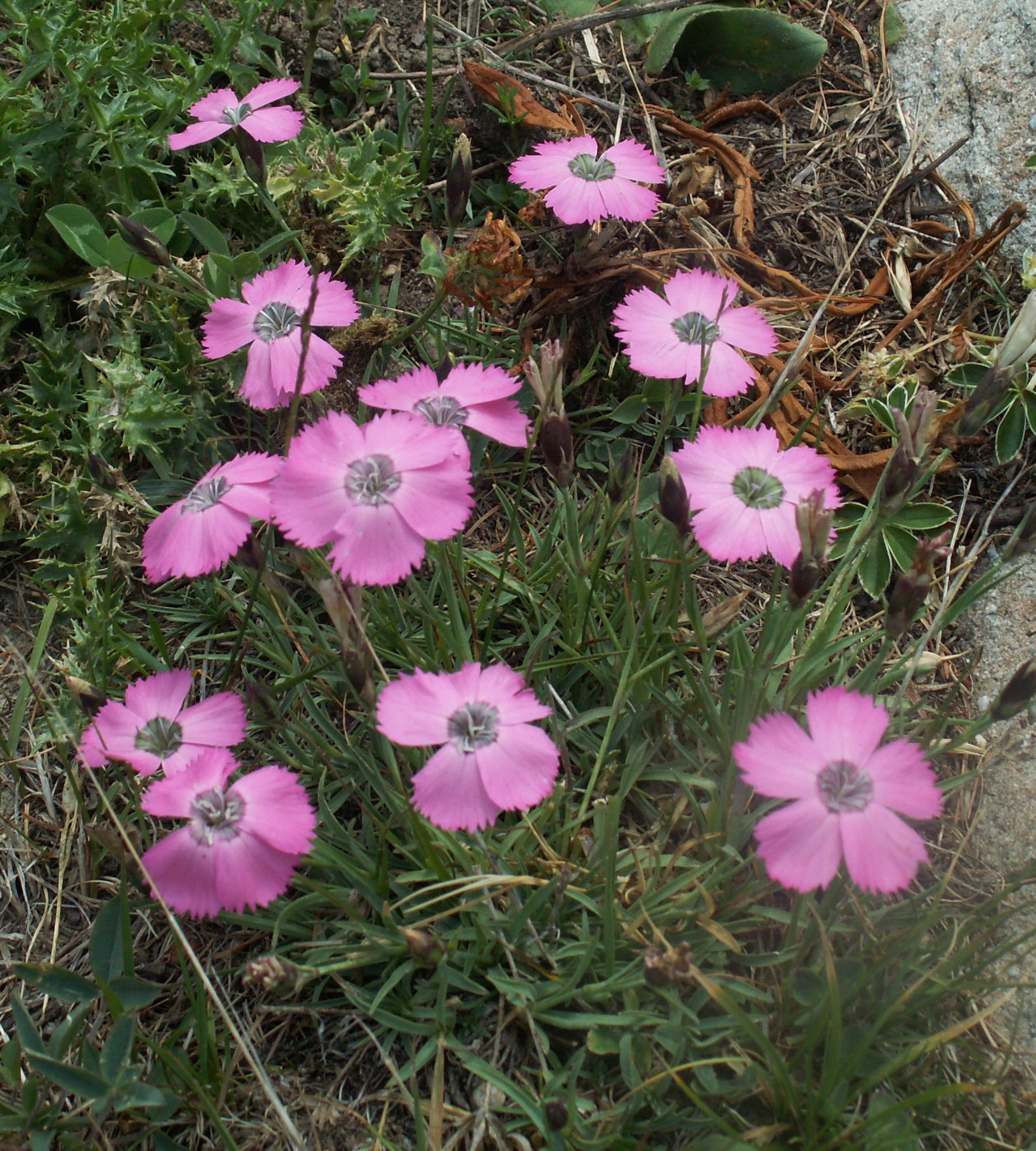